# Красноуральск (муниципальный округ)
Городской округ Красноура́льск — муниципальное образование в Свердловской области России.
Административный центр — город Красноуральск.
С точки зрения административно-территориального устройства области, ГО Красноуральск находится в границах административно-территориальной единицы город Красноуральск (соответствует категории города областного подчинения).
С 1 января 2025 года имеет статус муниципального округа.

## География
Город (городской округ) Красноуральск расположен в западной части Свердловской области. Он является самым южным муниципальным образованием Северного округа в составе области, будучи с трёх сторон окружённым землями Горнозаводского округа. Территория городского округа Красноуральск как муниципального образования полностью соответствует территории административно-территориальной единицы город Красноуральск. Площадь городского округа —1627,23 км², что составляет приблизительно 0,84% от общей площади Екатеринбуржья.
Административный центр — город Красноуральск — расположен в западной части городского округа. Он соединён подъездной дорогой с автомагистралью регионального значения Р352 — Серовским трактом, а также промышленной железнодорожной веткой с линией Гороблагодатская — Серов. Западная граница округа проходит таким образом, что в границах городского округа проходят: участок упомянутой выше автодороги к югу от пересечения с железной дороги, участок железной дороги к северу от пересечения с автодорогой. В границах городского округа на основной железнодорожной ветке расположены разъезды Гаечное и Промежуток, а на промышленной ветке в городе Красноуральске расположена станция Медь.
Городской округ Красноуральск, которому соответствует административно-территориальная единица город Красноуральск, граничит:
- на севере — с Нижнетуринским городским округом, которому соответствует административно-территориальная единица город Нижняя Тура,
- на северо-востоке — с городским округом Верхотурский, которому соответствует Верхотурский район,
- на востоке — с Верхнесалдинским городским округом, которому соответствует Верхнесалдинский район,
- на юго-востоке — с городским округом Свободный, которому соответствует ЗАТО посёлок Свободный,
- на юге — с Горноуральским городским округом, которому соответствует Пригородный район,
- на западе — с Кушвинским городским округом и городским округом Верхняя Тура, которые вместе составляют административно-территориальную единицу город Кушва.

### Водоёмы
Через  городской округ Красноуральск с юго-запада на северо-восток протекает река Салда (приток Туры), вблизи самого города образуя Красноуральское водохранилище. Притоки Салды в границах округа (от верхнего течения к нижнему): Чёрная, Чернушка, Кушайка, Нива, Луковая, Большая Гаревка, Айва, Нюкса, Ягодная, Выя и множество мелких рек, также вбирающих в себя притоки. Кушайка протекает по югу города Красноуральска, а на севере по городу протекает река Ключевка, впадающая в Сорью — правый приток выше упомянутой Айвы.
На юге городского округа протекает река Тагил, принимая левый приток Ясьву. На западе — река Тура, принимающая мелкие притоки.
Земли городского округа Красноуральск имеют много болот: Айвинское, Каменское, Ленёвское, Листвяничное, Ольческое, Полуденское, Чирок, Шайтанское и множество других.

## История

### Красноуральский городской совет
В 1934 году была образована Свердловская область. Кушвинский и Красноуральский районы было решено вновь объединить в один: Красноуральский с центром в Кушве. 21 января 1935 года район переименовали в Кушвинский. В 1938 году объединённый район был вновь разделён на два – Красноуральский и Кушвинский.
17 октября 1939 года Красноуральск был отнесён к категории городов областного подчинения. Красноуральский район был упразднён, а все его сельсоветы были включены в состав Кушвинского района.
16 марта 1944 года Смехуновский, Меженский и Никольский сельсоветы были перечислены из Кушвинского района в пригородную зону города Красноуральска.
21 января 1961 года в Смехуновском сельсовете зарегистрирован вновь возникший посёлок Дачный, а 14 мая 1962 года этот сельсовет переименован в Дачный сельсовет в связи с переносом центра сельсовета в этот посёлок.
1 февраля 1963 года городской Совет Красноуральска был подчинён Свердловскому областному (промышленному) Совету депутатов трудящихся. Красноуральскому горсовету были переданы в подчинение Меженский, Никольский и Дачный сельсоветы.
31 января 1964 года центр Меженского сельсовета перенесён из посёлка Бородинка в посёлок Чирок.
22 ноября 1966 года посёлок квартала № 22 переименован в Высокий.
17 марта 1971 года центр Никольского сельсовета перенесён из деревни Ясьвы в посёлок Высокий.
30 декабря 1976 года были упразднены посёлки Дачного сельсовета Разъезд 29 км ж.д. и Разъезд 32 км ж.д.
Весной 1978 года была упразднена деревня Салда Никольского сельсовета.
2 февраля 1987 года был упразднён Никольский сельсовет, а деревня Ясьва, посёлки Высокий и Никольский были переданы в административно-территориальное подчинение Красноуральского горсовета.

### Муниципальное образование
16 июня 1996 года по итогам местного референдума создано муниципальное образование город Красноуральск, включившее в себя Красноуральск и территории, подчинённые городской администрации. 10 ноября 1996 года муниципальное образование было включено в областной реестр.
С 31 декабря 2004 года город Красноуральск был наделён статусом городского округа.
С 1 января 2006 года муниципальное образование «город Красноуральск» переименовано в городской округ Красноуральск.

## Население
| 2002    | 2009    | 2010    | 2011    | 2012    | 2013    | 2014    |
| ------- | ------- | ------- | ------- | ------- | ------- | ------- |
| 29 767  | ↘28 061 | ↘25 541 | ↘25 472 | ↘25 096 | ↘24 822 | ↘24 414 |
| 2015    | 2016    | 2017    | 2018    | 2019    | 2020    | 2021    |
| ↘24 020 | ↘23 752 | ↘23 629 | ↘23 480 | ↘23 188 | ↘22 972 | ↘22 159 |
| 2023    |         |         |         |         |         |         |
| ↘22 027 |         |         |         |         |         |         |

## Населённые пункты, административно-территориальное устройство
В состав муниципального образования (городского округа) и административно-территориальной единицы (города) входят 10 населённых пунктов. До 1 октября 2017 года на уровне административно-территориального устройства сельские населённые пункты делились на сельсоветы и сельские населённые пункты, непосредственно входящие в город.

### Административно-территориальное устройство до 1.10.2017
| №        | ТЕ / АТЕ            | Состав                                     | Упразднённые после 1991 н.п. |
| -------- | ------------------- | ------------------------------------------ | ---------------------------- |
| 1        | город Красноуральск | Красноуральск                              |                              |
| 2        | с.н.п.              | посёлки Высокий, Никольский, деревня Ясьва |                              |
| 2.000001 | сельсоветы          |                                            |                              |
| 3        | Дачный              | посёлки Дачный, Каменка, Краснодольский    | посёлок Промежуток           |
| 4        | Меженский           | посёлки Чирок, Бородинка, Межень           |                              |

### Населённые пункты
| №  | Населённый пункт | Тип               | Население |
| -- | ---------------- | ----------------- | --------- |
| 1  | Бородинка        | посёлок           | ↘18       |
| 2  | Высокий          | посёлок           | ↘2        |
| 3  | Дачный           | посёлок           | ↘328      |
| 4  | Каменка          | посёлок           | ↘0        |
| 5  | Краснодольский   | посёлок           | ↘155      |
| 6  | Красноуральск    | город, адм. центр | ↘21 384   |
| 7  | Межень           | посёлок           | ↘4        |
| 8  | Никольский       | посёлок           | ↗12       |
| 9  | Чирок            | посёлок           | ↘23       |
| 10 | Ясьва            | деревня           | ↘19       |

В декабре 2015 года областным законом № 144-ОЗ был упразднён посёлок Промежуток.